# سرخ‌موسی
سرخ‌موسی(به کردی: سرمووسێ، Sirmûsê) روستایی از توابع بخش زیویه در شهرستان سقز است که در استان کردستان ایران قرار دارد.

## جمعیت
این روستا در دهستان خورخوره واقع شده و براساس سرشماری سال ۱۳۸۵، جمعیت آن ۱۹۲ نفر (۳۷ خانوار) بوده‌است.